# Carlos Alberto Fernandes
Carlos Alberto Fernandes   (Kinshasa, 8 de desembre de 1979) és un exfutbolista angolès de la dècada de 2000.
Fou internacional amb la selecció de futbol d'Angola.
Pel que fa a clubs, destacà a Boavista FC i Steaua Bucureşti.